# 梅沢忠雄
梅澤 忠雄（うめざわ ただお、1943年 - ）は、日本の都市計画家。工学博士。元東京大学大学院工学系研究科教授。東京都出身。
大川端リバーシティ21、幕張メッセ・幕張新都心、筑波テクノパークなど、多数の大規模都市開発をプロデュース。

## 来歴
- 東京都立新宿高校卒業
- 1966年 東京大学工学部都市工学科卒業[1]。建築設計事務所勤務
- 1969年 日本初の都市設計事務所（UG都市設計）設立。代表取締役
- 1991年 梅澤忠雄都市計画設計事務所設立
- 2000年 東京大学大学院教授（社会基盤工学専攻客員教授）

## 表彰
- 1991年　日本都市計画学会石川賞　「コンベンション機能を中心とした都市開発の企画」

## 著書
- ニッポンカジノ＆メガリゾート革命 ― 国際観光立国宣言 梅沢忠雄/美原融 ／ 扶桑社　2007/12
- 着眼発想の科学 ― 都市仕掛人の頭の中身 梅沢忠雄 ／ 大和出版（文京区）1990/11
- 幕張メッセの全貌 ― 「幕張新都心」・世界をターゲットに 梅沢忠雄/UG都市設計 ／ ダイヤモンド社　1989/10
- コンベンション都市最前線 梅沢忠雄 ／ 電通　1988/04